# Brunswick Lake
Brunswick Lake är en sjö i Kanada.   Den ligger i distriktet Algoma och provinsen Ontario, i den sydöstra delen av landet, 700 km nordväst om huvudstaden Ottawa. Brunswick Lake ligger 272 meter över havet.
Trakten runt Brunswick Lake är nära nog obefolkad, med mindre än två invånare per kvadratkilometer.